# Schönebecker SV 1861
Der Schönebecker Turn-und-Sportverein 1861 Schönebeck e. V., war ein berühmter Sportverein der Stadt. Man verkörperte bis 1945, zusammen mit dem Ortsrivalen Schönebecker SC 1861, zwei große und bekannte Sportvereine der Stadt Schönebeck an der Elbe.

Parallel dazu existierten später weiterhin der VfB 1906 Schönebeck und der SV 1931 Schönebeck, welcher im Frühjahr 1937 mit dem TuSV 1861 Schönebeck fusionierte und in diesem sportlich aufging.

## Geschichte

### MTV 1861
Neben dem Schönebecker TuSV 1861 existierte in der Stadt ebenfalls zeitgleich der Schönebecker SC 1861.

Die Ähnlichkeit der Vereinsnamen liegt in der gemeinsamen Vergangenheit begründet. Beide Vereine beriefen sich in ihrer Historie, auf den am 12. September 1861 gegründeten Männer-Turn-Verein von 1861. Der M.T.V. war bis zum Zweiten Weltkrieg im südwestlichen Stadtteil Salzelmen beheimatet. Später errichtete der Verein seine neuen, moderneren Sportanlagen südlich des Stadt-Zentrums an der Barbarastraße im Osten der Stadt.

Im März 1937 fusionierte der noch junge SV 1931 Schönebeck, damals in der Kreisklasse Magdeburg, (3. Liga-Ebene) spielend, mit dem TuSV 1861 Schönebeck, ging in diesem sportlich auf und firmierte fortan unter diesem, schon fast acht Jahrzehnte bekannten Vereins-Namen des berühmten Vorgängers mit.

### BSG Motor

Historisches Logo der BSG

Nach dem von der sowjetischen Besatzungsmacht in der Nachkriegszeit veranlassten Vereinsverbot und der Beschränkung der Sportwettkämpfe auf die lokale Ebene, gründeten sich 1946 in Schönebeck mehrere locker organisierte Sportgemeinschaften, unter anderem auch die SG Altstadt, die später in SG Organa umbenannt wurde. Nach der Neuorganisation des Sportbetriebes in der DDR durch Betriebssportgemeinschaften (BSG) wurde die SG Organa in die BSG Motor Schönebeck umgewandelt. Der Name Motor steht für die Zuordnung zur zentralen Sportvereinigung des Maschinen- und Fahrzeugbaus, denn als Trägerbetriebe für die BSG fungierten das Traktoren- und das Dieselmotorenwerk in Schönebeck. Als Sportstätte stand das „Sportforum der Deutsch-Sowjetischen Freundschaft“ zur Verfügung, das bis 1989 auf ein Fassungsvermögen von 7.000 Zuschauern ausgebaut wurde.

### Fußball in der DDR
Zur größten Sportabteilung der BSG entwickelte sich die Sektion Fußball. Bis 1952 war sie in der drittklassigen Landesliga Sachsen-Anhalt vertreten. Nach Abschaffung der Länder in der DDR und der Einrichtung von Bezirken spielte die BSG Motor in der Bezirksliga Magdeburg. Dort wurde sie 1954 Bezirksmeister und qualifizierte sich damit für die zweitklassige DDR-Liga. Dort erreichte sie jedoch in der Spielzeit 1954/55 nur den 13. und vorletzten Platz in der Staffel 2 (Mitte) und musste wieder in die Bezirksliga zurück. Es dauert drei Jahre, ehe sich Motor durch die erneute Bezirksmeisterschaft den Aufstieg sicherte, der diesmal jedoch in die II. DDR-Liga führte, die 1955 als dritte Fußballklasse eingerichtet worden war. Hier bewegte sich die Mannschaft von 1959 an vier Jahre lang im Mittelfeld, wurde 1962 aber Opfer der Liquidierung der II. DDR-Liga und musste als Tabellensiebter zurück in die Bezirksliga. Hier verblieb Motor Schönebeck bis 1973, ehe der dritte Bezirksmeistertitel zum erneute Aufstieg in die zweitklassige DDR-Liga berechtigte. Obwohl das Niveau mit fünf Staffeln zu zwölf Mannschaften nicht sehr hoch war, landete Motor nach Abschluss der Saison 1973/74 mit nur drei Siegen auf dem letzten Platz und musste wie schon 1955 nach einem Jahr wieder in die Bezirksliga zurück. Auch diesmal dauerte es mehrere Jahre, und nur durch den Verzicht des Bezirksmeisters Vorwärts Havelberg konnte Motor Schönebeck 1982 den dritten Anlauf in die DDR-Liga unternehmen. In der Spielzeit 1982/83 konnte zum ersten Mal der Klassenerhalt mit Rang 9 gesichert werden, doch ein Jahr später bedeutete Platz 11. wieder den Abstieg. 1986 reichte der Bezirksmeistertitel nicht mehr automatisch zum Aufstieg, doch mit einem 2. Platz in der Aufstiegsrunde schafften die Motorspieler wieder einmal den Aufstieg in die Zweitklassigkeit. Obwohl der Klassenerhalt nach Reduzierung der Liga auf zwei Staffeln nun schwieriger geworden war, konnte sich die BSG Motor nun bis zum Ende des DDR-Spielbetriebes in der DDR-Liga halten. Da man 1990 jedoch nur Tabellenletzter geworden war, bedeutete dies für die Zukunft nur Fußball auf Länderebene.

### FDGB-Pokal 1988/89
In der Pokalrunde 1988/89 um den DDR-Pokal konnte die BSG Motor einmalig in ihrer Geschichte bis in das Achtelfinale vordringen. Nach einem klaren 5:2-Sieg über den Liga-Konkurrenten Stahl Riesa wurde in der 2. Runde sensationell der aktuelle Tabellensiebte Hansa Rostock mit 1:0 eliminiert. Im Achtelfinale trafen die Motorspieler dann auf den amtierenden DDR-Meister BFC Dynamo. Nach Ende der regulären Spielzeit stand es 2:2, in der Verlängerung hatte aber Dynamo den längeren Atem und siegte schließlich mit 6:2.
| Aufstellung der BSG Motor Schönebeck |
| Markus Henkel Heiko Bergmann Torsten Fröhling, Burkhard Knobbe*, Dirk Ahlfänger Thomas Wilke, Dirk Ketzer, Wolfgang Steinbach Bert Müller**, René Dörfel, Günter Klomhuß |
| ------ |
| *Michael Steffen, **Thomas Scheffler |

### Ligastatistik der BSG Motor
Von 1951 bis 1990 pendelte die BSG Motor Schönebeck ständig zwischen der Dritt- und Zweitklassigkeit hin und her. In der zweitklassigen DDR-Liga spielte die Mannschaft insgesamt acht Spielzeiten, in denen sie 59 Siege und 62 Unentschieden erreichte sowie 107 Niederlagen erlitt. Mit 180 Punkten aus 228 Spielen liegt Motor auf Rang 75 der Ewigen DDR-Liga-Tabelle und damit deutlich vor dem Lokalrivalen Chemie Schönebeck, der nur auf Rang 174 liegt.
- 1951/52 Landesliga Sachsen-Anhalt
- 1952–1954 Bezirksliga Magdeburg
- 1954/55 DDR-Liga
- 1956–1958 Bezirksliga Magdeburg
- 1959–1962 II. DDR-Liga
- 1963–1973 Bezirksliga Magdeburg
- 1973/74 DDR-Liga
- 1974–1982 Bezirksliga Magdeburg
- 1982–1984 DDR-Liga
- 1984–1986 Bezirksliga Magdeburg
- 1986–1990 DDR-Liga

### DDR-National- und Oberligaspieler
Als bekannteste Fußballspieler sind das Brüderpaar Roland und Peter Ducke aus den Reihen der BSG Motor hervorgegangen.
- Roland Ducke begann 1946 bei der SG Altstadt, der Vorgängerin der BSG Motor, und ging 1955 mit 21 Jahren zum SC Motor Jena, wo er auf 344 Oberligaspiele kam und zweimal DDR-Meister wurde. 37 Mal wurde er in die DDR-Nationalmannschaft berufen.
- Peter Ducke begann ebenfalls seine Fußballlaufbahn bei Motor Schönebeck und folgte seinem Bruder 17-jährig 1959 nach Jena. Dort absolvierte er 352 Oberligaspiele, in denen er 153 Tore erzielte. Er wurde dreimal DDR-Meister und 68 Mal in der Nationalmannschaft eingesetzt.

Außerdem durchliefen weitere DDR-Oberligaspieler die BSG Motor:
| Name               | bei BSG Motor | von / nach                                | Oberligaspiele | Sonstiges                           |
| ------------------ | ------------- | ----------------------------------------- | -------------- | ----------------------------------- |
| Jörg Dobritz       | 1989          | vom 1. FC Magdeburg                       | 44             |                                     |
| Torsten Fröhling   | 1987–1989     | vom 1. FCM                                | –              | 4 Bundesligaspiele (HSV, St. Pauli) |
| Uwe Grüning        | 1980 ff       | vom 1. FCM                                | 19             | 56 Junioren-/Nachwuchsländerspiele  |
| Dirk Ketzer        | 1988–1991     | von Union Berlin                          | 5              |                                     |
| Thomas Kluge       | – 1988        | zum 1. FCM, später Stahl Eisenhüttenstadt | 64             |                                     |
| Burkhard Knobbe    | 1988–1991     | vom 1. FCM                                | 13             | 13 Juniorenländerspiele             |
| Wolfgang Steinbach | 1987–1988     | vom 1. FCM                                | 337            | 28 A-Länderspiele                   |
| Frank Windelband   | 1989–1991     | vom 1. FCM                                | 129            | 56 Junioren-/Nachwuchsländerspiele  |

## Nach 1990
Mit der politischen Wende von 1989 entfiel unter den neuen wirtschaftlichen Gegebenheiten die weitere Unterstützung der bisherigen Trägerbetriebe. So wurde 1990 die Betriebssportgemeinschaft in den eingetragenen Verein Schönebecker SV 1861 umgewandelt. Er bietet neben Fußball auch die Sportarten Volleyball, Schwimmen, Orientierungslauf, Tischtennis, Badminton, Bogenschießen Kegeln und Schach an.
Die 1. Fußballmannschaft spielte zunächst ab 1990 mit Ausnahme der Spielzeiten 2003/04 und 2004/05 in der fünftklassigen Verbandsliga Sachsen-Anhalt. 2008 erfolgte der Abstieg in die Landesliga, von diesem Zeitpunkt an die siebte Spielklasse. 2015 stieg der SV als Tabellenletzter der Landesliga in die Landesklasse ab (8. Liga). Die Saison 2015/16 schloss der SSV als Meister der Landesklasse Staffel 2 ab.
Mit Wirkung zum 1. Juli 2016 trat der Schönebecker SC 1861 dem SSV bei. Der SSV änderte anschließend seinen Namen in Union 1861 Schönebeck. Die 1. Fußballmannschaft übernahm den Abstiegsplatz des SSC in der Landesliga Nord, die zweite Mannschaft startet durch den Aufstiegsverzicht des SSV zu neuen Saison in der Landesklasse 2. Die A-, B- und C-Junioren spielen in den jeweiligen Verbandsligen ihrer Altersklasse.